# Lancé
Lancé és un municipi francès, situat al departament del Loir i Cher i a la regió de Centre – Vall del Loira. L'any 2007 tenia 434 habitants.

## Demografia

### Població
El 2007 la població de fet de Lancé era de 434 persones. Hi havia 183 famílies, de les quals 48 eren unipersonals (24 homes vivint sols i 24 dones vivint soles), 71 parelles sense fills, 56 parelles amb fills i 8 famílies monoparentals amb fills.
La població ha evolucionat segons el següent gràfic:
Habitants censats

### Habitatges
El 2007 hi havia 220 habitatges, 184 eren l'habitatge principal de la família, 20 eren segones residències i 16 estaven desocupats. 218 eren cases i 1 era un apartament. Dels 184 habitatges principals, 165 estaven ocupats pels seus propietaris, 17 estaven llogats i ocupats pels llogaters i 2 estaven cedits a títol gratuït; 7 tenien dues cambres, 38 en tenien tres, 60 en tenien quatre i 79 en tenien cinc o més. 113 habitatges disposaven pel capbaix d'una plaça de pàrquing. A 76 habitatges hi havia un automòbil i a 88 n'hi havia dos o més.

### Piràmide de població
La piràmide de població per edats i sexe el 2009 era:
| Homes | Edats   | Dones |
| ----- | ------- | ----- |
| 0     | 95 o +  | 0     |
| 0     | 90 a 94 | 0     |
| 0     | 85 a 89 | 4     |
| 8     | 80 a 84 | 4     |
| 12    | 75 a 79 | 12    |
| 12    | 70 a 74 | 16    |
| 20    | 65 a 69 | 28    |
| 0     | 60 a 64 | 8     |
| 8     | 55 a 59 | 8     |
| 12    | 50 a 54 | 12    |
| 12    | 45 a 49 | 20    |
| 12    | 40 a 44 | 8     |
| 16    | 35 a 39 | 8     |
| 12    | 30 a 34 | 16    |
| 16    | 25 a 29 | 12    |
| 12    | 20 a 24 | 4     |
| 8     | 15 a 19 | 8     |
| 4     | 10 a 14 | 12    |
| 12    | 5 a 9   | 12    |
| 4     | 0 a 4   | 24    |

## Economia
El 2007 la població en edat de treballar era de 261 persones, 203 eren actives i 58 eren inactives. De les 203 persones actives 195 estaven ocupades (101 homes i 94 dones) i 8 estaven aturades (5 homes i 3 dones). De les 58 persones inactives 27 estaven jubilades, 16 estaven estudiant i 15 estaven classificades com a «altres inactius».

### Ingressos
El 2009 a Lancé hi havia 190 unitats fiscals que integraven 444,5 persones, la mediana anual d'ingressos fiscals per persona era de 18.493 €.

### Activitats econòmiques
Dels 7 establiments que hi havia el 2007, 5 eren d'empreses de construcció i 2 d'empreses de comerç i reparació d'automòbils.
Dels 4 establiments de servei als particulars que hi havia el 2009, 3 eren fusteries i 1 lampisteria.
L'únic establiment comercial que hi havia el 2009 era una botiga de mobles.
L'any 2000 a Lancé hi havia 18 explotacions agrícoles que ocupaven un total de 1.232 hectàrees.

## Equipaments sanitaris i escolars
El 2009 hi havia una escola elemental integrada dins d'un grup escolar amb les comunes properes formant una escola dispersa.

## Poblacions més properes
El següent diagrama mostra les poblacions més properes.